# All-American Hockey League
La All-American Hockey League était une ligue mineure de hockey sur glace aux États-Unis fondée en 1972 sous le nom de Continental Hockey League. 

## Historique
En 1987, la ligue est renommée All-American Hockey League. En 1988, la ligue fusionne avec l'Atlantic Coast Hockey League pour former l'East Coast Hockey League.

## Équipes
- Thunderbirds de la Caroline (1987-1988) : quitte cette ligue pour devenir une équipe fondatrice de l'East Coast Hockey League.
- Fighting Saints de Danville (1986-1989) : cesse ses opérations après la saison 1988-1989
- Jets de Dayton (1986-1987) : fusionne avec les Sabres de Troy pour devenir les Sabres de la Vallée de Miami
- Stars de Downriver (1986-1987) : devient les Stars du Michigan la saison suivante
- All-American de Jackson (1986-1989) : cesse ses opérations après la saison 1988-1989
- Chiefs de Johnstown (1987-1988) : quitte la ligue pour devenir une équipe fondatrice de la East Coast Hockey League
- Patriots de Lincoln Park (1988-1989) : cesse ses opérations après la saison 1988-1989
- Sabres de Miami Valley (1987-1989) : cesse ses opérations après la saison 1988-1989
- Stars du Michigan (1987-1988) : dissout durant la saison 1987-1988 après 14 parties
- Clippers de Port Huron (1987-1988) : dissout après la saison 1987-1988
- Sabres de Troy (1986-1987) : fusionne avec les Jets de Dayton pour devenir les Sabres de la Vallée de la MIami
- Lancers de la Virginie (1987-1988) : quitte la ligue pour devenir une équipe fondatrice de l'East Coast Hockey League
- Capitols de Springfield (1988-1989) : cesse ses opérations après la saison 1988-1989